# BSG80 - Space Croppers
Space Croppers is de negende aflevering van de Amerikaanse sciencefictionserie Galactica 1980.

## Rolverdeling

### Hoofdrollen
- Commander Adama - Lorne Greene
- Boomer - Herbert Jefferson, Jr.
- Kapitein Troy - Kent McCord
- Luitenant Dillon - Barry Van Dyke
- Jamie Hamilton - Robyn Douglass
- Dokter Zee - Patrick Stuart

### Gastrollen
- John Steadman - Dana Elcar
- Hector Alonzo - Ned Romero

## Synopsis
De Cylons vallen de vloot van de Galactica opnieuw aan en slagen erin alle landbouwschepen te vernietigen of onklaar te maken. Hierdoor hebben de kolonialen een gebrek aan voedsel. Troy en Dillon gaan naar de aarde om voedsel te vinden om naar de vloot te brengen.
Ze vinden de boer Hector Alonzo die bereid is hen te helpen. Hij wordt echter bedreigd door de landeigenaar John Steadman die op zijn land aast. De kolonialen vliegen een speciaal anti-zwaartekrachtschip, door dokter Zee ontworpen, naar het land van Hector Alonzo. Ze worden echter opgemerkt door John Steadman die de politie inlicht.
De kolonialen wissen hierna alle sporen van hun aanwezigheid uit en slagen erin de politie te misleiden en John Steadman bankroet te maken en ook de benodigde voedselvoorraden te bemachtigen.